# استديو تشيزو
إستوديو تشيزو (باليابانية: スタジオ地図، بالروماجي:  Sutajio Chizu) (بالإنجليزية: Studio Chizu)‏ هو استوديو رسوم متحركة ياباني يقع مقره في سوغينامي طوكيو ، شارك في تأسيسه مامورو هوسودا ويويشيرو سايتو في عام 2011. فاز استوديو تشيزو مرتين بجائزة الأكاديمية اليابانية للرسوم المتحركة للعام.

## التاريخ
إستوديو تشيزو أنتج أول فيلم أطفال الذئب بالتعاون مع مادهاوس عرض في 2012 كسب تقريبا 55 مليون دولار ،و فاز الفيلم بجائزة الأكاديمية اليابانية للرسوم المتحركة للعام. اتجه الاستوديو لأنتاج فيلم الصبي والوحش وعرض في عام 2015 وكسب تقريبا 49 مليون دولار  ،وفاز أيضا بجائزة الأكاديمية اليابانية للرسوم المتحركة للعام. أنتج استوديو تشيزو فيلم أسمه ميراي المستقبلية عرض في 2018.

## أفلام الاستوديو
- أطفال الذئب (2012 بالتعاون مع مادهاوس)
- الصبي والوحش (2015)
- ميراي المستقبلية (2018)
- التنين والاميرة ذات النمش (2021)

## وصلات خارجية
- الموقع الرسمي